# 디 디 데이비스
디 디 데이비스(Dee Dee Davis, 1996년 4월 17일 ~ )는 미국의 배우이다.